# Ora italica

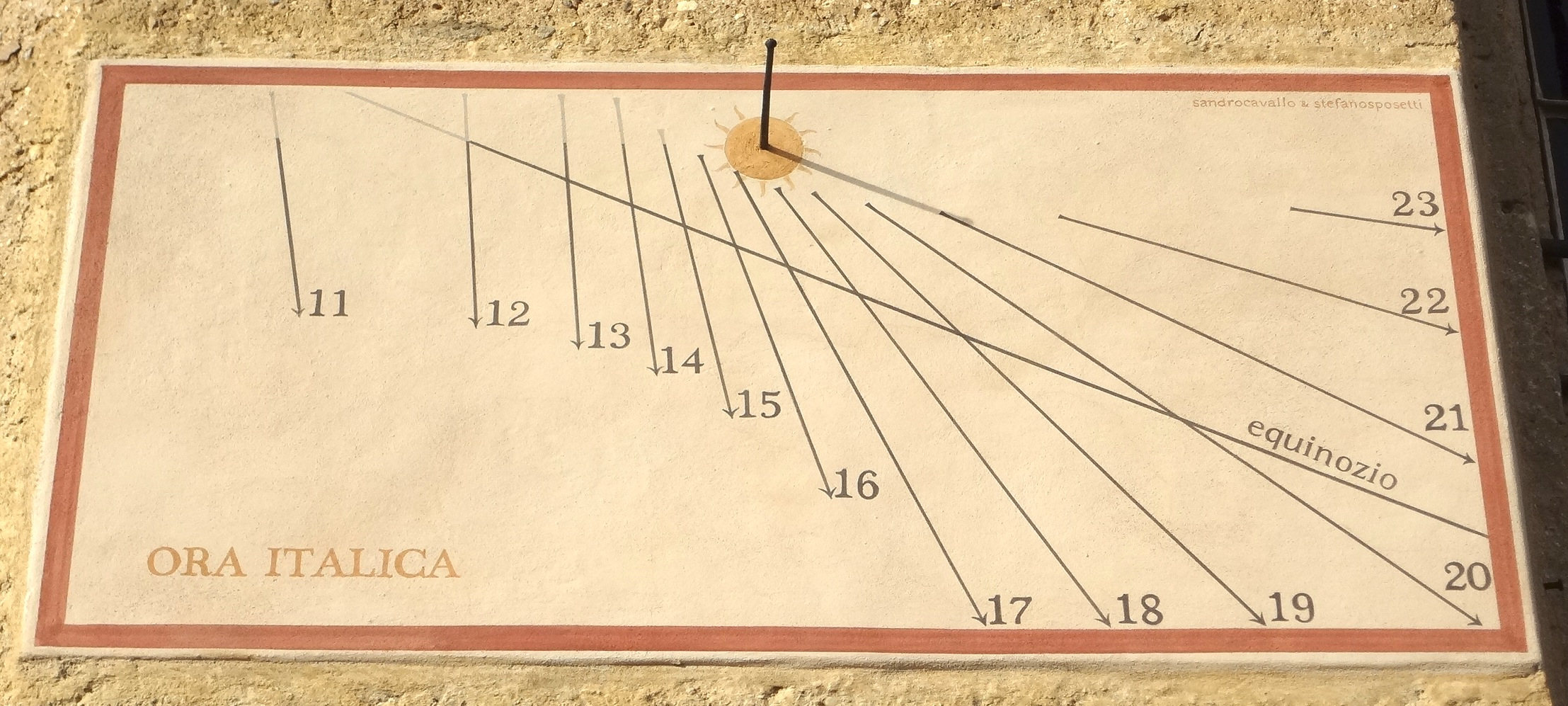
La meridiana ad ore italiche della chiesa di Comano (Canton Ticino)

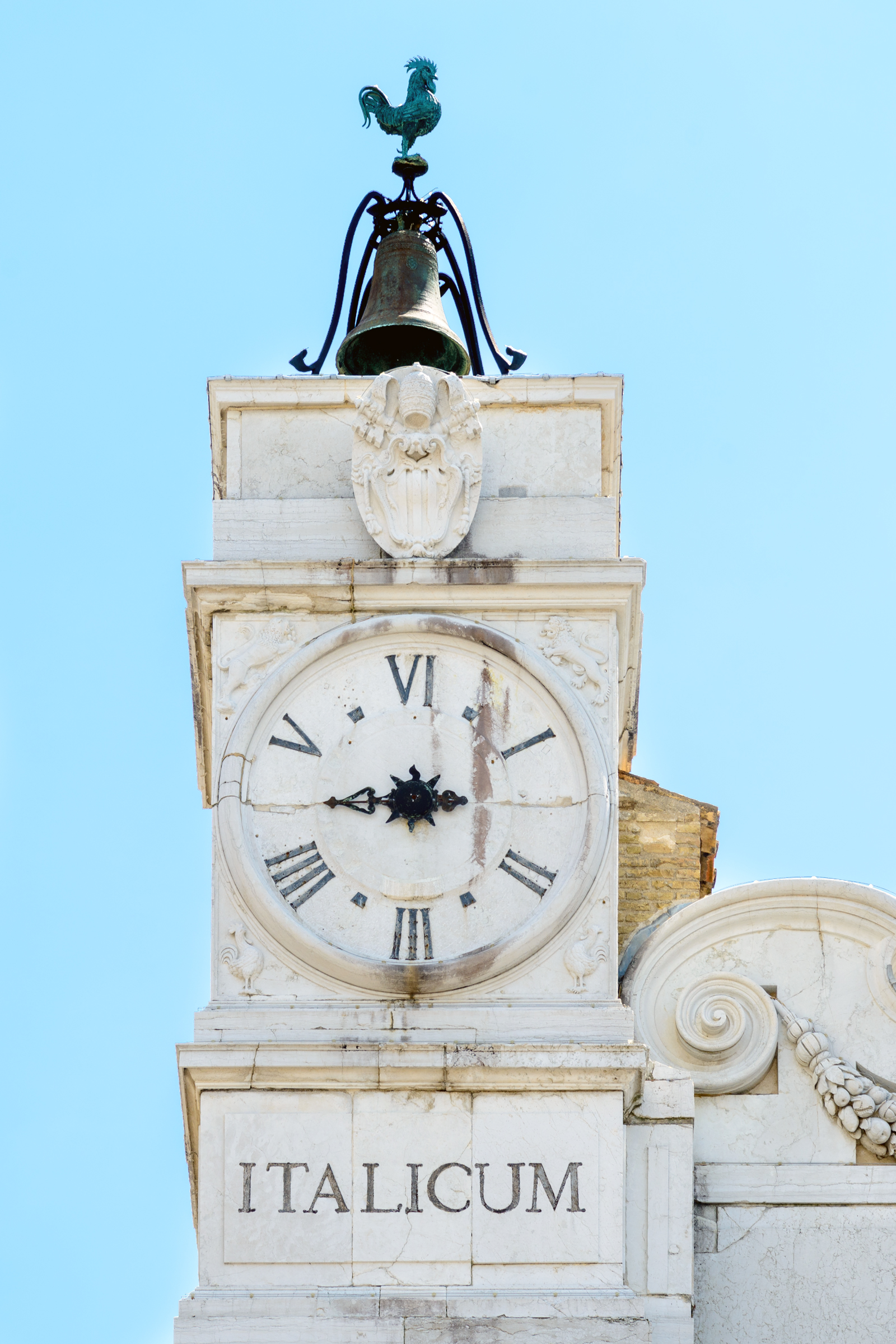
Orologio ad ore italiche con quadrante a 6 ore - Basilica della Santa Casa di Loreto.

L'ora italica, anche detta ora boema, è un metodo di suddivisione del giorno diffusosi a partire dal XIV secolo principalmente in Italia (ma anche in Boemia, Slesia e Polonia), metodo secondo il quale la giornata era divisa in 24 ore della stessa durata, che venivano numerate a partire dal tramonto del sole. Questa regola valse approssimativamente fino all'inizio del Settecento quando si spostarono le ore 24 mezz’ora dopo il tramonto (quando le campane suonavano l'Ave Maria).
In questo modo si faceva coincidere la fine del giorno dopo il crepuscolo, al raggiungimento dell'oscurità. Con questa modifica la misura del tempo venne definita ora da campanile.
Il vantaggio principale di questo metodo è che rendeva facile calcolare le ore di luce residue, dato che bastava sottrarre da 24 l'ora tipicamente segnalata dal numero di rintocchi del più vicino campanile.
L'inconveniente fondamentale di tale sistema era invece che, dato che l'ora del tramonto cambia durante l'anno, lo stesso momento della giornata era individuato con ore diverse al variare delle stagioni: ad esempio, il mezzogiorno (il momento che divide a metà l'intervallo di tempo tra alba e tramonto) corrispondeva all'incirca con le ore diciannove in inverno e con le ore sedici in estate. Inoltre, la lunghezza delle ore non era costante, variando la distanza di due tramonti successivi di alcuni minuti ogni giorno, in più o in meno a seconda del periodo dell'anno.
Tale metodo di calcolo del tempo venne gradualmente soppiantato dopo la metà del XVIII secolo dalla cosiddetta ora alla francese o ultramontana, usata ancor oggi, che definisce le ore dodici (mezzogiorno) il momento della giornata in cui il sole è alla massima altezza. L'adozione di tale metodo fu favorita dalla diffusione degli orologi meccanici, i quali per essere regolati sull'ora italica richiedevano aggiustamenti continui che, vista la rudimentale tecnica del tempo, provocavano problemi di manutenzione dei meccanismi. Il passaggio fu poi definitivamente sancito con il dominio napoleonico sulla penisola italiana.

## Testimonianze
Tracce di questa vecchia consuetudine nel calcolo del tempo si possono trovare ancora in espressioni rimaste ancora oggi in locuzioni idiomatiche, come ad esempio «portare il cappello sulle ventitré», ad indicare l'inclinazione per riparare gli occhi dai raggi del sole basso sull'orizzonte un'ora prima del tramonto.
Molti esempi di utilizzo di questo tipo di calcolo sono offerti in Italia da orologi solari, che riportano appunto la suddivisione del giorno in ore a partire dal tramonto, come il seicentesco quadrante posto sulla facciata della chiesa di San Rocco di Piazza Armerina o quella sul campanile del duomo di Chivasso  o come l'orologio solare che, nel 1797, fu ricavato sulla terrazza della Torre dei Venti dell'Archivio Segreto Vaticano a Roma.
Per quanto riguarda gli orologi meccanici
vari sono gli orologi tuttora presenti e funzionanti con i quadranti organizzati per indicare l'ora italica.
Tra questi si può citare citare l'orologio del Duomo di Firenze
, il cui quadrante fu affrescato da Paolo Uccello, il cui meccanismo, recentemente restaurato, muove la lancetta in senso antiorario.

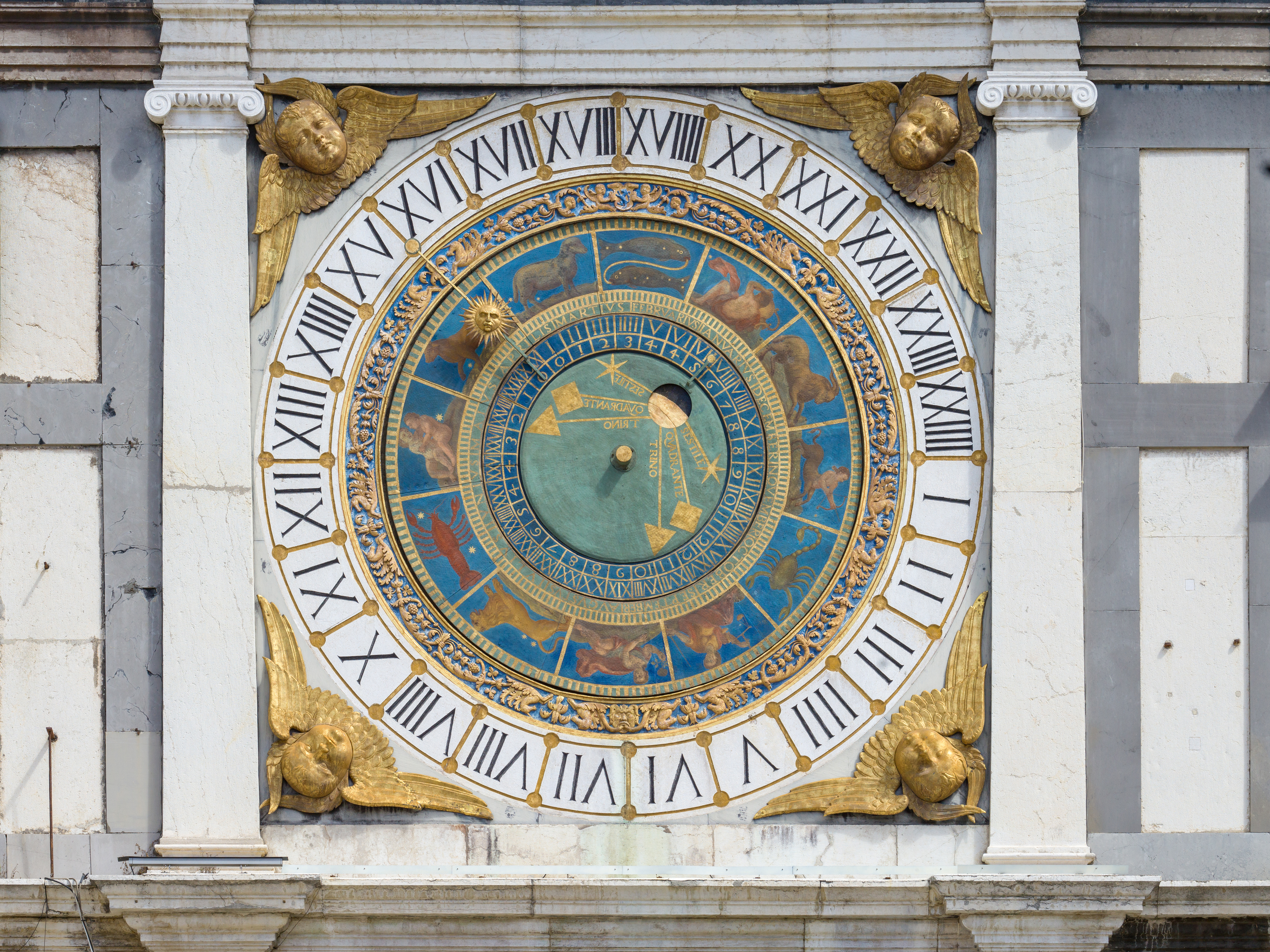
Quadrante dell'orologio di piazza della Loggia a Brescia

Significativi sono gli orologi della Torre dell'orologio di Piazza San Marco a Venezia,
della Torre dell'orologio di Piazza dei Signori a Padova
e della Torre dell'Orologio di Piazza della Loggia a Brescia,
aventi quadranti simili tra di loro organizzati con le ore 24 riportate sulla destra (nella posizione corrispondente
alle ore 3 negli attuali orologi), in questo modo l'unica lancia per segnalare l'ora simulava anche l'andamento del sole,
rappresentato sulla lancia, nel suo movimento nel cielo dal sorgere (sinistra ore 12), al raggiungimento della massima altezza
a mezzogiorno (in alto ore 16), al tramonto (destra ore 24) e con l'andamento di notte nella parte inferione del quadrante.
Importante è anche l'Orologio astronomico di Praga, in cui un anello del quadrante con le ore in numeri arabi ruota
nel corso dell'anno per segnare correttamente l'ora del tramonto.
La chiesa matrice della cittadina di Savoca, in Sicilia, è dotata di un cinquecentesco campanile con orologio segnante l'ora italica; tale orologio, realizzato verso il 1641, aveva una sola lancetta che ruotava in senso antiorario. Questo orologio, non più funzionante, risulta unico nel suo genere in Sicilia e nel Meridione d'Italia.
Un'ulteriore testimonianza si ha nel XVII capitolo de I promessi sposi, quando Renzo trascorre una notte in un capanno in riva all'Adda, dopo la fuga da Milano. Il Manzoni scrive: "Quando finalmente quel martello ebbe battuto undici tocchi, ch'era l'ora disegnata da Renzo per levarsi, s'alzò mezzo intirizzito...". Poiché erano trascorsi 2 giorni dal tumulto di San Martino, la vicenda si svolgeva il 13 novembre. In quel giorno dell'anno a Milano il sole sarà tramontato alle 16:55 (ora del fuso orario UTC+1) ovvero alle ore 16:32 locali. Mezz'ora dopo, verso le ore 17 locali il campanile avrà battuto l'Ave Maria, a chiudere il giorno: e quegli undici tocchi contati da Renzo saranno stati all'incirca l'equivalente delle moderne quattro del mattino.